# Тягле

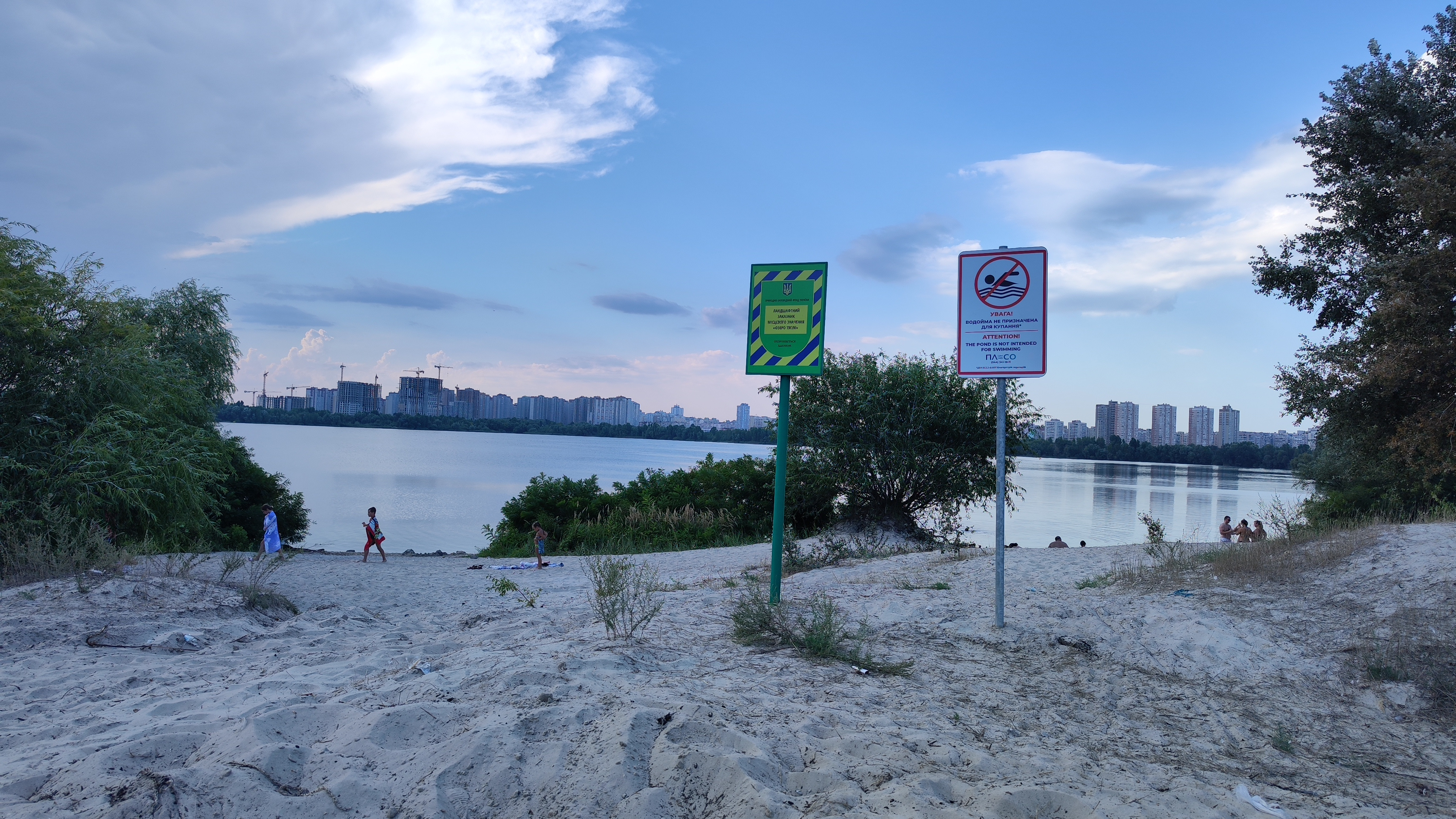

Тягле (також Мала́ Вирлиця) — одне з найбільших озер, що умовно включається до групи Осокорківських озер.

## Розташування
Розташованих на півдні лівобережної частини Києва. Друга назва — «Мала Вирлиця». Озеро розташоване на луках південніше від провулку Колекторного. 

## Історія походження
Утворилося озеро внаслідок робіт з намиву території під забудову житлових масивів Позняки і Осокорки на місці неглибокої природної водойми, колись оточеної болотами і пізніше — торфорозробками, де згодом утворився кар'єр по забору піску. У 1994 році, під час повені, води, що розлилися, затопили кар'єр, утворивши озеро у сьогоднішньому вигляді. Озеро зарибнене, обладнані зони відпочинку.   

## Галерея

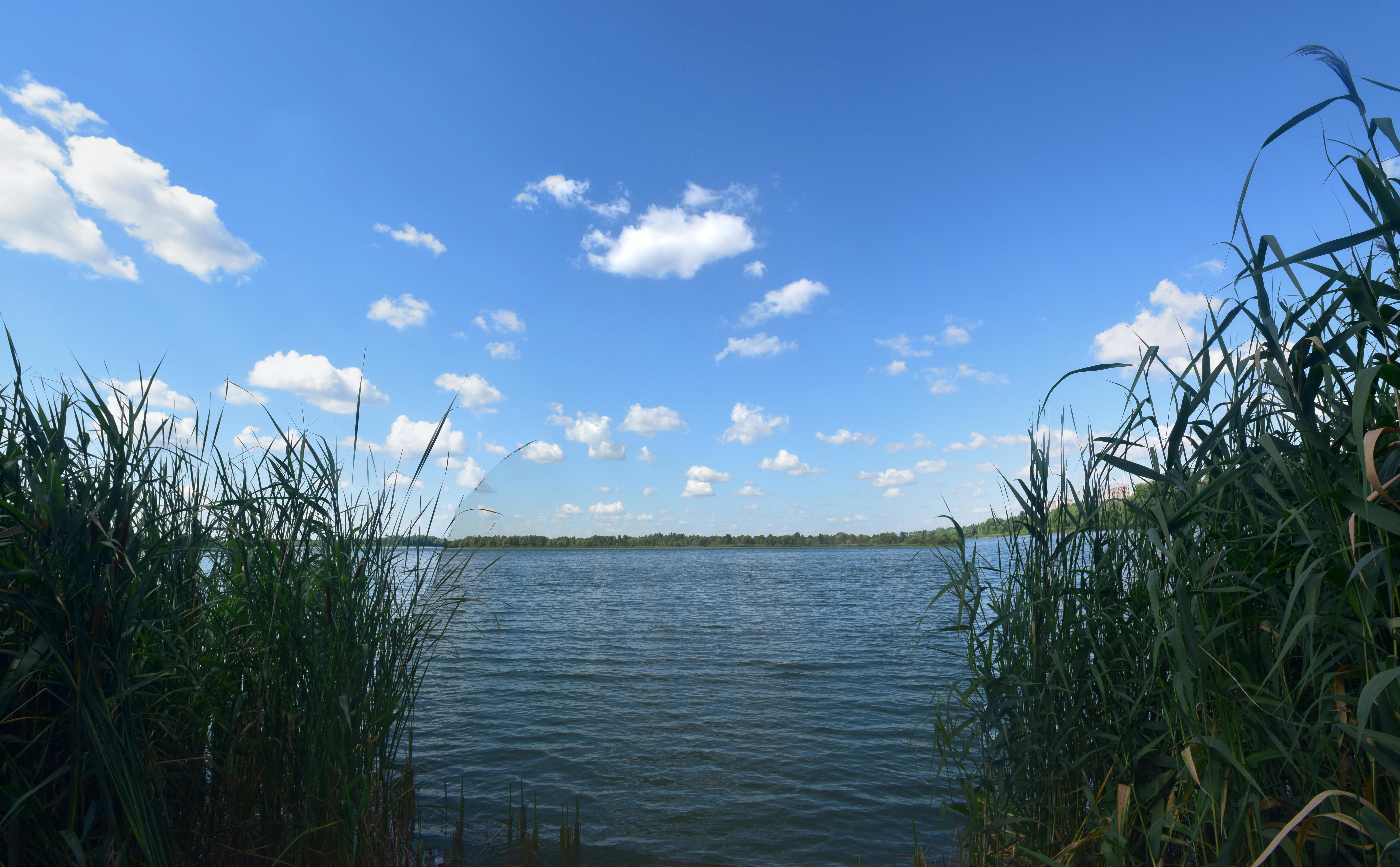
Озеро Тягле. Невелика затока. 22 липня 2020 року
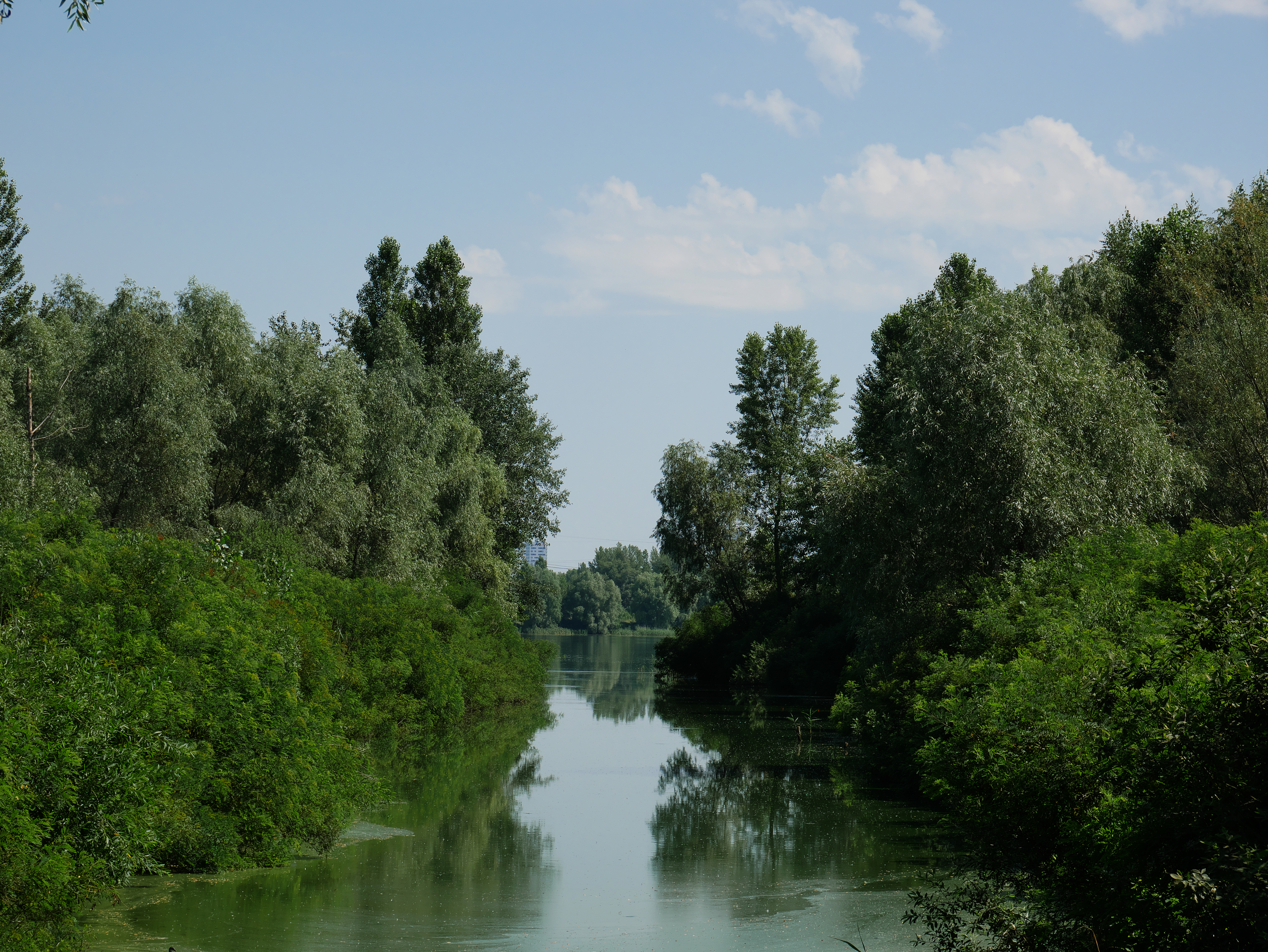
Озеро Тягле. Невелика затока. 12 липня 2020 року
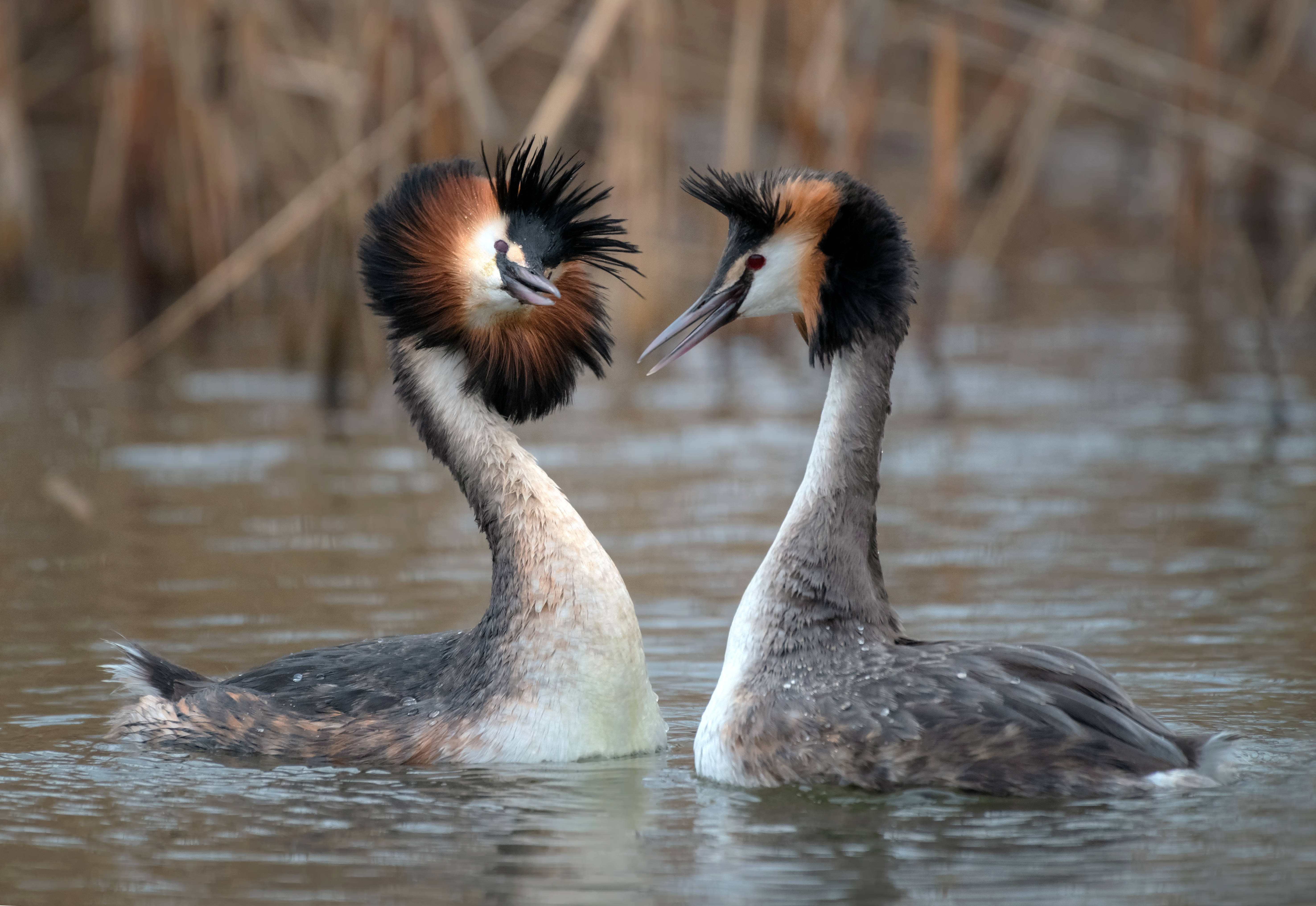
Птахи озера Тягле. Пірникоза велика. 21 березня 2019 року
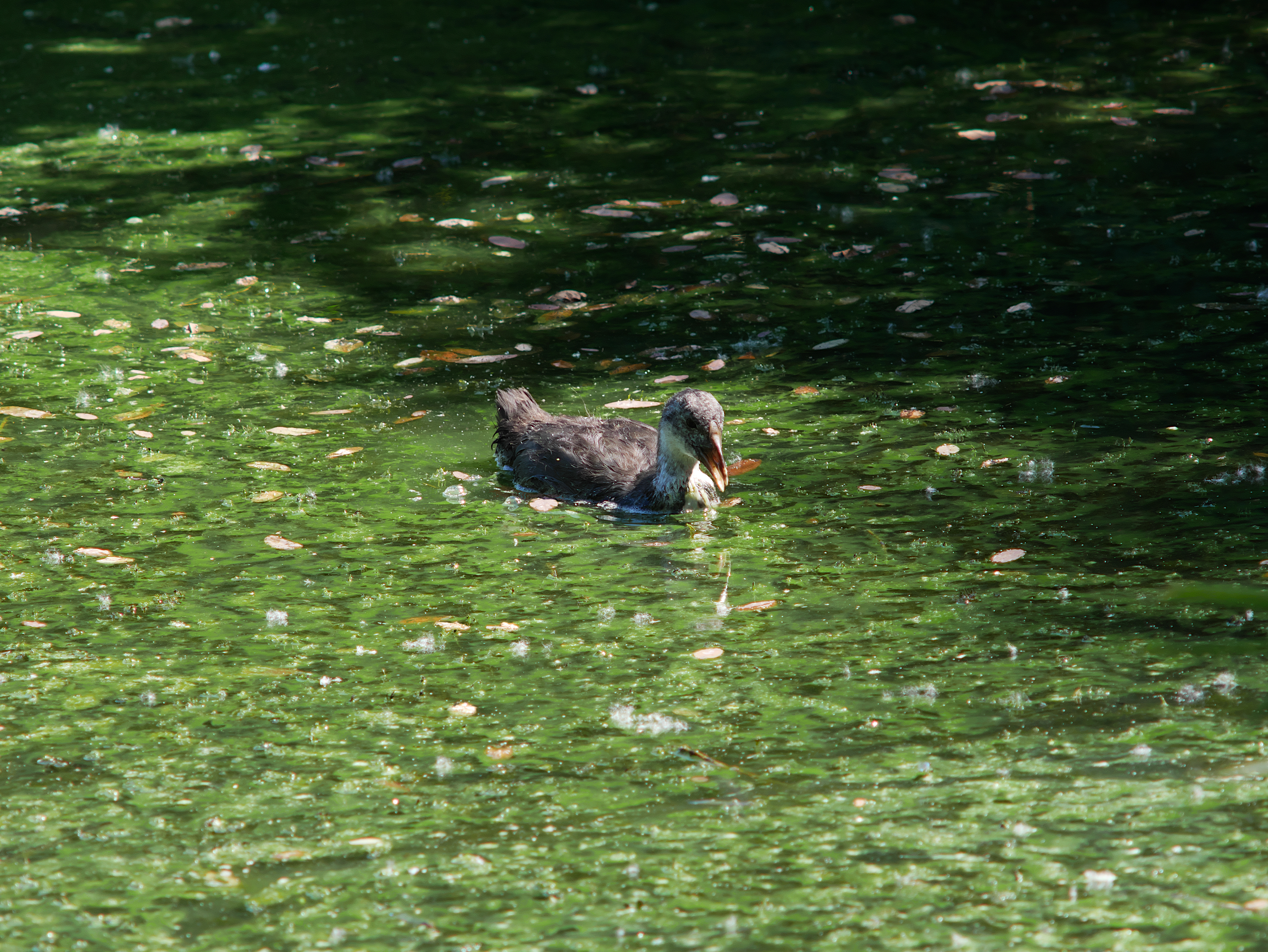
Птахи у малій затоці на озері Тягле. Лиска (молодий птах). 12 липня 2020 року

## Біота
У озері Тягле зареєстровано наступні види риб: плітка звичайна, короп, краснопріка звичайна, гірчак європейський, верховодка, плоскирка європейська, лящ, окунь, щука, судак звичайний, сонячний окунь, сом європейський, бичок пісочник, бичок головач, щипавка звичайна. Серед пелагічних видів домінують верховодка та гірчак європейський, серед придонних - бичок пісочник.
Наявність зазначених угруповань, а також численних мілководь, зокрема у південній частині водойми приваблює значну кількість птахів, значну частку яких становлять птахи-іхтіофаги, зокрема пірникоза велика, мартин звичайний, крячок річковий, мартин жовтоногий, баклан великий, чапля сіра, чепура велика, бугайчик. У прибережних заростях та вздовж берегів трапляються очеретянки (велика, чагарникова, лучна), синьошийка, вусата синиця, синиця ремез, баранець звичайний, набережник, коловодник лісовий, коловодник болотяний, лиска, водяна курочка. Під час міграцій на акваторії реєструються численні зграї водоплавних (чирянка велика, чирянка мала, нерозень, широконіска, попелюх, чернь чубата, чернь морська, крех середній, крех великий, крех малий, гоголь, гагара чорношия, лебідь шипун, пірникоза сірощока, пірникоза чорношия, пірникоза мала, пірникоза червоношия) аероводних (крячок малий, крячок чорний, крячок білощокий, крячок білощокий, мартин сивий) птахів . 